# Andreas Bloch

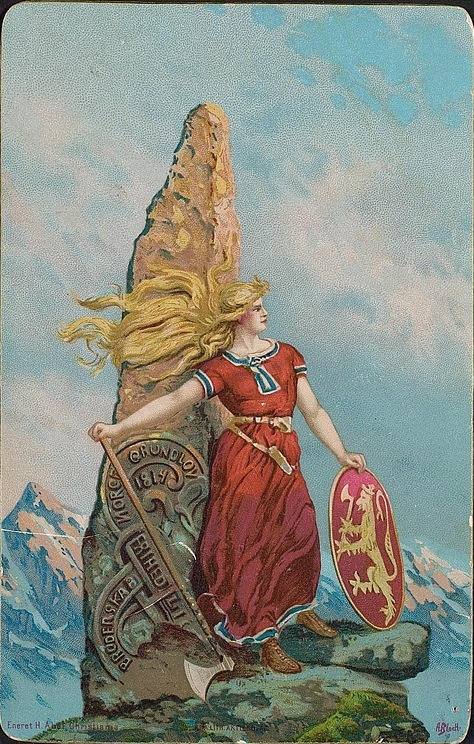
Postal nacionalista romántica, con el texto Frihed, Lig(hed), Broderskab, Norge(s) Grundlov 1814. ("Libertad, Igualdad, Fraternidad, Constitución de Noruega 1814") Andreas Bloch (1905).

Andreas Schroeter Schelver Bloch (Skedsmo, 29 de julio de 1860 – Oslo, 11 de mayo de 1917) fue un pintor, ilustrador y diseñador de ropa noruego. 

## Vida privada
Andreas Bloch nació en la granja de Hellerud en Skedsmo, en la provincia de Akershus, Noruega, siendo hijo de Jens Peter Blankenborg Bloch y de Anne Julie Margrethe Schroeter. En 1890, se casó con Ingeborg Elise Tellefsen (1869-1918). Falleció en Oslo en 1917.

## Carrera
Andreas Bloch fue un estudiante de la escuela de arte de Knud Bergslien entre 1878 y 1879. Estudió en la Academia de Bellas Artes de Düsseldorf (Kunstakademie Düsseldorf) bajo la tutela de Johann Peter Theodor Janssen desde 1880 hasta 1881, y realizó giras de estudio hacia Bélgica, París y Leipzig.

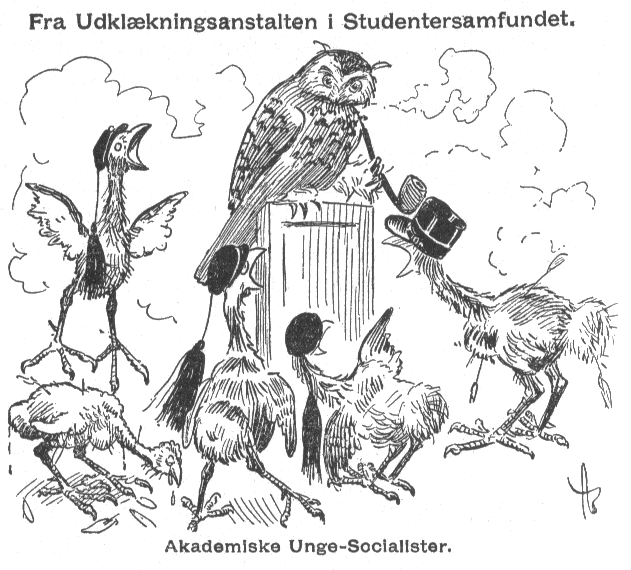
Caricatura de la revista satírica Korsaren, deAndreas Bloch (1908)

Bloch es recordado principalmente por sus dibujos. Entregó sus ilustraciones a revistas satíricas como Vikingen, Krydseren y Korsaren, ilustró numerosos libros, y diseñó trajes para el Teatro de Christiania y el Teatro nacional de Oslo.  Diseñó afiches y vestuario teatral, así como varios retratos. Diseñó el escudo de armas de Lillehammer.
Bloch ilustró libros para varios autores noruegos, incluyendo las obras de la escritora infantil, Margrethe Aabel Munthe (Aase fiskerpike, 1912), para el educador Nordahl Rolfsen, (Vore fædres liv, 1898), obras del aventurero Henrik August Angell (Vor sidste Krig 1807–1814, 1905) y al autor Jacob Breda Bull (Af Norges Frihedssaga, 1899). Entregó ilustraciones para el libro de viajes de Fridtjof Nansen, Paa ski sobre Grønland (sobre su expedición en Groenlandia) y Fram over Polhavet (la expedición Fram).
También pintó algunos temas históricos, incluyendo la coronación del rey Haakon VII de Noruega y la reina Maud de Gales (Kong Haakon og Dronning Mauds kroning i Nidarosdomen, 1906) en la Catedral de Nidaros. Sus obras son exhibidas tanto en el Museo Nacional de Arte, Arquitectura y Diseño y en el Museo de Oslo.

## Selección de obras

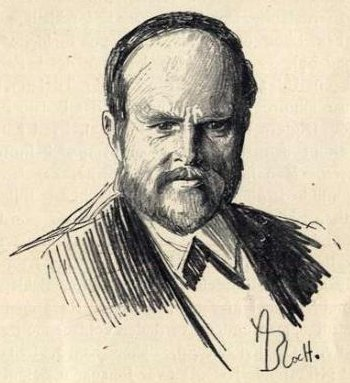
Jacob Breda Bull (1905)
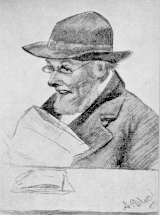
Ivar Aasen (1886)
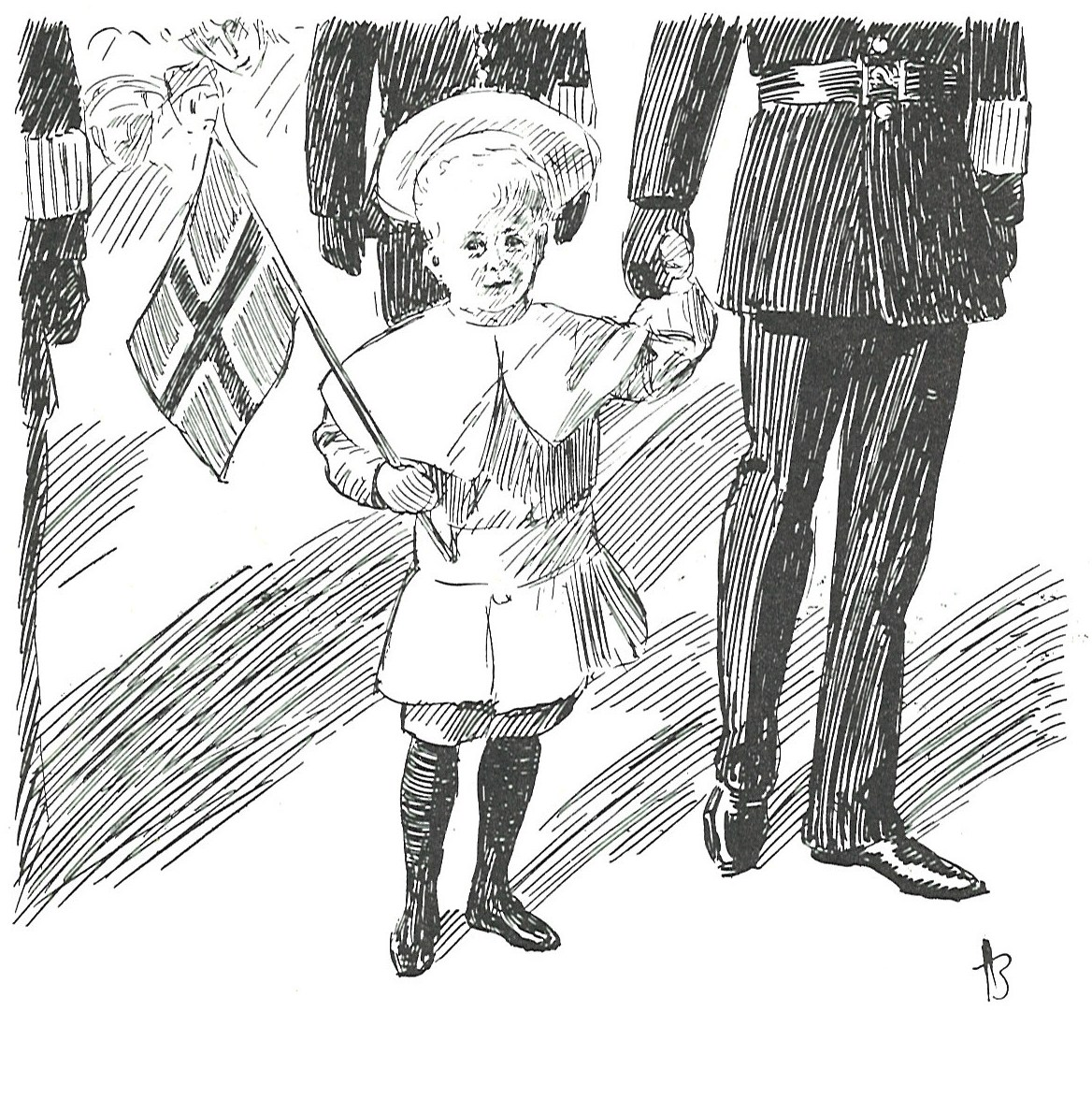
Príncipe heredero Olaf (1906)
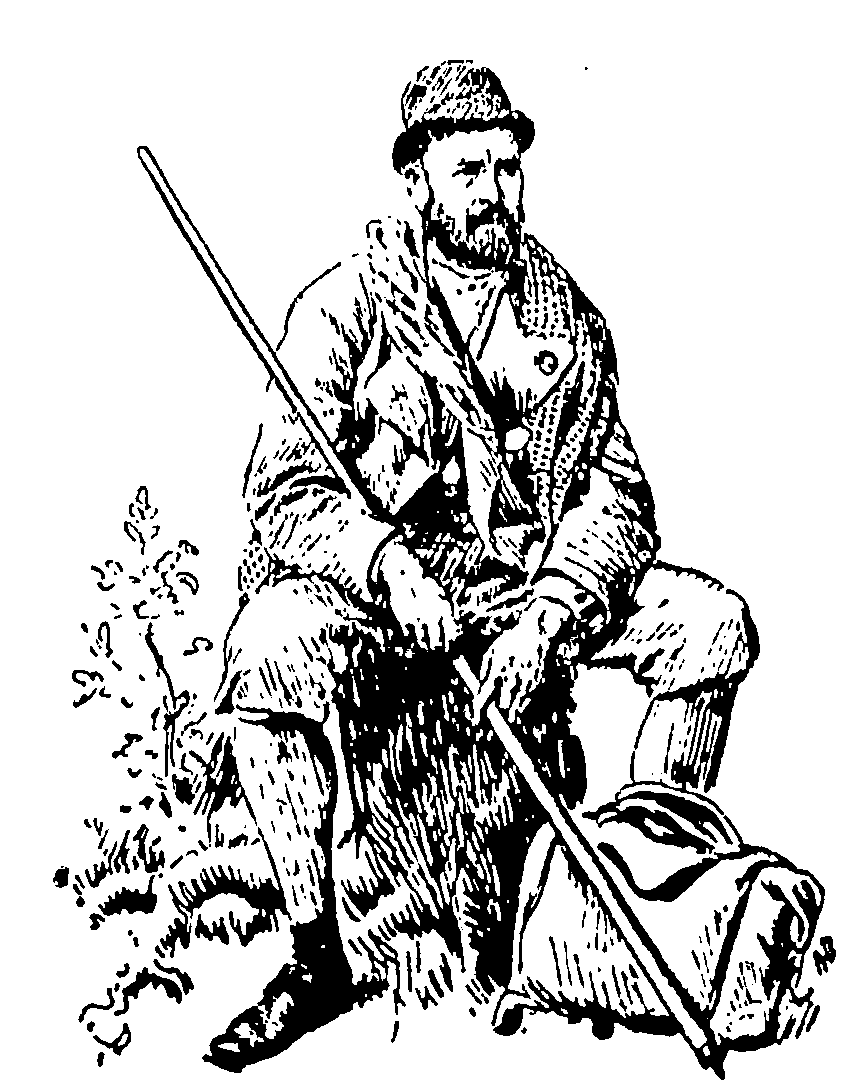
Emanuel Mohn (1891)